# Madhepura

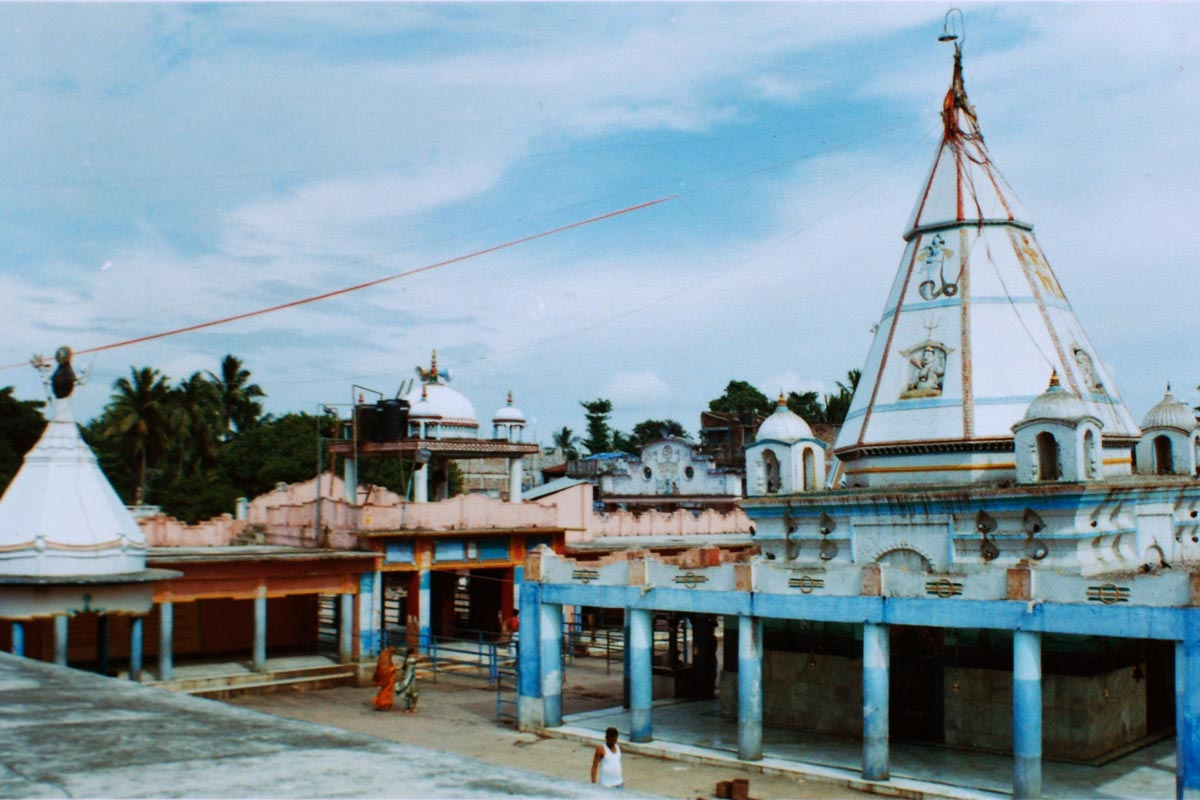

Stadens och distriktets läge i Bihar.

Madhepura är en stad i den indiska delstaten Bihar, och är huvudort för ett distrikt med samma namn. Folkmängden uppgick till 54 472 invånare vid folkräkningen 2011.